# Тарасий (Перов)
Епископ Тарасий (в миру Илья Александрович Перов; род. 7 января 1976, Мурманск, СССР) — архиерей Русской православной церкви, епископ Североморский и Умбский.
Тезоименитство — 25 февраля (10 марта) (память святителя Тарасия, патриарха Константинопольского).

## Биография
Родился 7 января 1976 года в семье служащих в городе Мурманске. В 1993 году окончил среднюю школу № 34 города Мурманска.
В 1999 году закончил Мурманский государственный педагогический институт. А в 2003 году закончил Северо-Западную академию государственной службы.
С 1 сентября 2004 года нёс послушания алтарника Свято-Никольского кафедрального собора.
28 октября 2004 года архиепископом Мурманским и Мончегорским Симоном пострижен в монашество с именем Тарасий в честь святителя Тарасия, патриарха Константинопольского.
12 ноября 2004 года архиепископом Мурманским и Мончегорским Симоном рукоположён во иеродиакона, а 28 декабря 2004 года — в иеромонаха.
С января 2004 года по март 2016 года служил в штате Свято-Никольского кафедрального собора.
25 апреля 2005 года награждён правом ношения набедренника.
С 2005 года по 2009 год заочно обучался в Православном Свято-Тихоновском гуманитарном университете.
С 2006 года по 2009 год возглавлял молодёжный отдел епархии.
1 марта 2009 года награждён правом ношения наперсного креста.
С апреля 2014 года по июнь 2015 года — руководитель социального отдела епархии.
В августе 2015 года назначен руководителем Свято-Феодоритовских катехизаторских курсов.
В 2016 году окончил Санкт-Петербургскую духовную академию.
1 марта 2016 года назначен клириком Феодоритовского архиерейского подворья в Мурманске.

### Архиерейство
9 марта 2017 года решением Священного Синода Русской православной церкви избран епископом Великоустюжским и Тотемским.
17 марта 2017 года митрополитом Мурманским Симоном за Литургией в храме Спаса-на-водах города Мурманска возведён в сан архимандрита.
8 апреля 2017 года в Тронном зале кафедрального соборного Храма Христа Спасителя в Москве состоялось наречение во епископа.
2 мая 2017 года в храме Воскресения словущего Покровского ставропигиального женского монастыря в Москве состоялась его епископская хиротония, которую совершили Патриарх Кирилл, митрополит Санкт-Петербургский и Ладожский Варсонофий (Судаков), митрополит Истринский Арсений (Епифанов), митрополит Мурманский и Мончегорский Симон (Гетя), митрополит Вологодский и Кирилловский Игнатий (Депутатов), митрополит Пензенский и Нижнеломовский Серафим (Домнин), архиепископ Петергофский Амвросий (Ермаков), архиепископ Солнечногорский Сергий (Чашин), епископ Щигровский и Мантуровский Паисий (Юрков), епископ Череповецкий и Белозерский Флавиан (Митрофанов).
4 апреля 2019 года решением Священного Синода назначен епископом Североморским и Умбским.
10 апреля в Великоустюжском епархиальном управлении передал епископу Алексию (Заночкину) пакет правоустанавливающих документов Великоустюжской епархии, епархиальные печати, документацию по структурным подразделениям епархиального управления, статистике и храмам епархии, ознакомил епископа Алексия с текущей ситуацией в приходах Великоустюжской епархии. 12 апреля прибыл в свою епархию, а 13 апреля в Андреевском морском кафедральном храме совершил своё первое богослужение.